# شيغيرو وبوكاتا
شيغيرو وبوكاتا (باليابانية: 生方 繁) (15 نوفمبر 1978 في طوكيو في اليابان – )؛ هو لاعب كرة قدم سابق كان يلعب كلاعب وسط.